# Битва при Соче
Битва при Соче (рум. Bătălia de la Soci) — сражение, произошедшее 7 марта 1471 года недалеко от Рымнику-Сэрата между войсками Молдавии и Валахии.
Восхождение на престол Валахии Раду Красивого, вассала Венгрии и данника Османской империи, представляло угрозу для Молдавии.
В 1470 году Стефан III начал войну, в ходе которой пытался сместить Раду и возвести на престол Басараба. Войска молдавского владыки вторглись в Валахию и разграбили Брэилу и Тыргул-де-Флочи, важнейшие торговые центры страны. Король Польши Казимир IV попытался примирить правителей, чтобы избежать риска османского вторжения в Молдавию, но потерпел неудачу.
В ответ на вторжение Стефана весной 1472 года Раду двинул свои войска к границе с Молдавией для подготовки своего вторжения, но 7 марта был встречен молдавской армией и разбит при Соче, с большими потерями с валашской стороны.